# Francisca Fernández-Hall
Francisca Fernández-Hall Zúñiga (Ciudad de Guatemala, 16 de diciembre de 1921–ibid., 27 de noviembre de 2001) fue una ingeniera y diplomática guatemalteca. Fue la primera mujer en ser embajadora en la historia de Guatemala.

## Biografía
Francisca Fernández-Hall Zúñiga nació en 1921 en la Ciudad de Guatemala, Guatemala, hija del escritor Francisco Fernández-Hall y Concepción Zúñiga Becker. Su madre murió en 1926 y los niños fueron criados por su padre, quien nunca volvió a casarse.
Mientras cursaba su carrera de ingeniería, Fernández-Hall enseñó en el Colegio Belga y en el Instituto Normal Central para Señoritas Belén. Cuando se mudó a Brasil para continuar sus estudios, se unió al servicio exterior y se desempeñó como Agregada Cultural de Guatemala.
Después de graduarse, tuvo una larga carrera diplomática, representando a Guatemala en Grecia, Israel, Brasil y Costa Rica. Fue la primera embajadora de Guatemala y fue incluida como Encargada de Negocios en Israel en 1956 en el anuario del gobierno. Mientras se desempeñaba como embajadora en 1959, ayudó al músico Jorge Sarmientos a lanzar su carrera internacional, y en 1960 conoció a Golda Meir. En 1975 Fernández-Hall se trasladó a Costa Rica, donde se desempeñó hasta 1981. Mientras estuvo en Israel, se desempeñó como decana del cuerpo diplomático extranjero.
Fernández-Hall murió en 2002 y fue enterrada en el Cementerio General de la Ciudad de Guatemala.

## Premios
- 1947: Premio Unión y Trabajo (premio académico) de la Universidad de San Carlos de Guatemala[1]
- 1997: Medalla de Honor al Mérito de la Universidad de San Carlos de Guatemala[1]
- Orden del Quetzal[13]
- 2001: Escudo de Plata del Consejo Nacional de Mujeres de Guatemala[14]